# Casă de bani

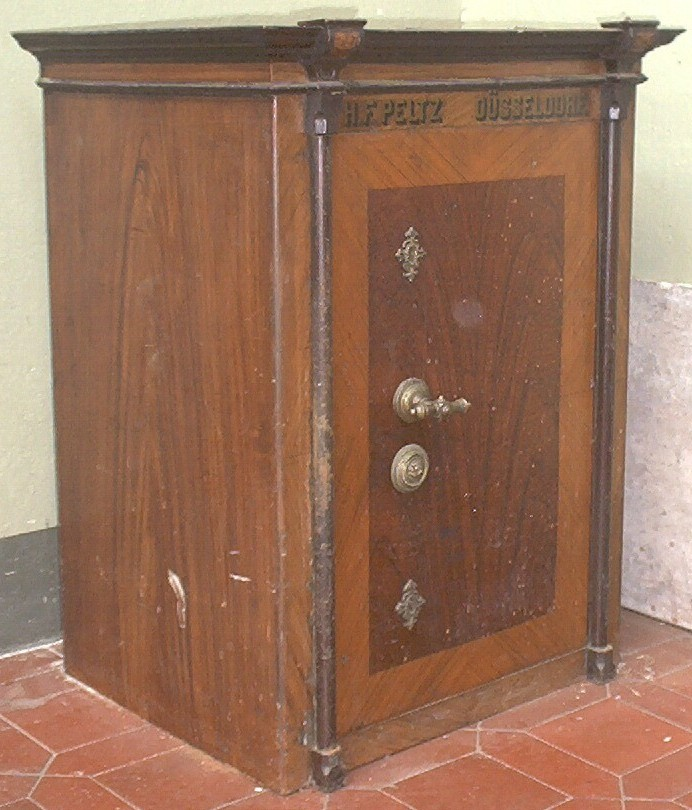
Seif din 1900

O casă de bani, sau și casă de fier, trezor, seif (cuvânt care provine din engleză de la safe), este un obiect în formă de dulap din fier blindat pentru păstrare de bani, obiecte de valoare, arme, cu scopul împiedicării furtului lor. Pentru ca aceste obiecte să fie în siguranță, seiful are pereții din oțel, eventual pereți dubli, golul fiind umplut cu beton. Broasca seifului este de o construcție deosebită care poate fi deschisă doar cu o cheie specială, sau este un dispozitiv electronic care se deschide cu o tastatură și un cifru (cod) secret. Închiderea ușii seifului este de obicei consolidată prin bare metalice care glisează în pereții săi.
CASA DE BANI este acel seif, cu rezistența testată la efracție si încercarea de deschidere. 
Casele de bani sunt categorisite după gradul de siguranță pe care îl oferă, variind de la seifuri mici, și până la seifurile foarte mari care cântăresc câteva tone, cu grosimea pereților de peste 1 metru și sistem de siguranță mărită, ce asigură securitatea necesară chiar și pentru păstrarea de arme nucleare. 
Seifurile tip casă de bani se recunosc după plăcuța de certificare din interior și au clasa de rezistență conform EN 1143. Cele cu indicativ EN 14450 sunt clasificate ca DULAP de SIGURANȚĂ.